# Naantali
60°27′52.794″N 22°1′14.596″Ø / 60.46466500°N 22.02072111°Ø
Naantali (svensk: Nådendal) er en finsk by og kommune i landskapet Egentliga Finland. Kommunen har cirka 18.400 indbyggere og et areal på 4,05 km² hvoraf 1,95 km² er vand. Nådendal er en finsksproget kommune som grænser op til kommunerne Masku, Reso, Tövsala, Åbo og Väståboland. 1. januar 2009 blev kommunerne Rimito, Merimasku og Velkua slået sammen med Nådendal kommune.
Byens voksede op omkring et birgittinerkloster, som blev anlagt i Nådendal i 1443. Klosteret bar det latinske navn Vallis Gratiae, deraf navnet Nådendal. I 1800-tallet blev byen kendt for sit kurbad.
I Nådendal ligger den finske præsidents sommerresidens Gullranda (fi. Kultaranta).
Muminvärlden (fi. Muumimaailma) er en kendt turistattraktion i Nådendal. Dette er en børnevenlig oplevelsespark med Tove Janssons mumitrolde som tema. Parken blev anlagt i 1993.
Hver sommer den 27. juli fejres syvsoverdagen i Nådendal. Fejringen fandt sted første gang i 1889.
Nådendal kraftværk var oprindelig et kulkraftværk fra 1972 på i alt 366 MW effekt. Det er blevet moderniseret til også at kunne afbrænde fyringsolie og biomasse.

## Eksterne links
- Uppslagsverket Finland, Nådendal Arkiveret 13. februar 2012 hos  Wayback Machine
- Nådendal stad Arkiveret 8. juni 2009 hos  Wayback Machine

- Wikimedia Commons har flere filer relateret til Naantali

1. ↑  Population growth biggest in nearly 70 years, Statistikcentralen (fra Wikidata).